# 5250 Jas
5250 Jas (1984 QF) là một tiểu hành tinh vành đai chính được phát hiện ngày 21 tháng 8 năm 1984 bởi A. Mrkos ở Klet.